# Adria Mobil
Adria Mobil d. o. o. je novomeška gospodarska družba, ki proizvaja avtodome, počitniške prikolice in mobilne hiše. 

## Zgodovina
Začetki tovrstne proizvodnje segajo v leto 1965, ko so v podjetju IMV Novo Mesto zgradili prvo počitniško prikolico Adria 375.

## Proizvodnji program
- Počitniške prikolice: Astella, Alpina, Adora, Action, Altea, Aviva
- Avtodomi:
  - Integrirani: Sonic Supreme, Sonic Plus, Sonic Axess
  - Crossover: Matrix Supreme, Matrix Plus, Matrix Axess
  - Polintegrirani: Coral Supreme, Coral Plus, Coral Axess - več kot 30 000 zgrajenih polintegriranih avtodomov
  - Specialni: Coral Classic, Compact
- Vani: Twin 500, Twin 540, Twin 600, Twin 640